# Waltzing with Brando
Waltzing with Brando è un film del 2024, diretto da Bill Fishman, con protagonista Billy Zane. La pellicola biografica, ambientata tra il 1969 e il 1974, racconta la vita dell'attore Marlon Brando.

## Produzione
Il film, tratto dal libro di memorie Waltzing with Brando: Planning a Paradise in Tahiti scritto da Bernard Judge, è stato scritto e diretto da Bill Fishman e prodotto dallo stesso Fishman insieme al protagonista Billy Zane e a Dean Bloxom. Le riprese principali si sono svolte principalmente a Tetiaroa.
Il New York Post ha riferito che i produttori erano al Festival di Cannes 2024 alla ricerca di un acquirente per il film e nel novembre 2024 fu annunciato che Jon Heder, Richard Dreyfuss, Camille Razat, Alaina Huffman, Tia Carrere e James Jagger si erano uniti al cast.

## Distribuzione
Il trailer è stato diffuso il 5 novembre 2024, mentre il film è stato presentato in anteprima mondiale il 30 novembre 2024 al Torino Film Festival e successivamente verrà distribuito nei cinema statunitensi nel corso del 2025.